# Società Sportiva Umberto I
La Società Sportiva Umberto I è stata una societa calcistica di Messina. Ha disputato la Prima Divisione 1921-1922.
Nel corso della propria storia ha indossato differenti divise: dapprima di colore bianco-azzurro, in seguito di colore bianco e successivamente anche viola.

## Storia
L'Umberto I nacque nel 1906 per volontà di Nino La Corte; fino al 1908 disputò attività prettamente locale, in particolare amichevoli contro rappresentative di marinai inglesi presenti a Messina. Dopo il terremoto del 1908 la squadra si sciolse, e rinacque nel 1910 per opera ancora di La Corte, oltre a Nazzareno Allegra ed altri. Ben presto però l'Umberto I, così come il Messina Football Club, fu inglobata dalla Ginnastica Garibaldi.
L'Umberto I fu nuovamente rifondata nel 1919; inizialmente disputò partite amichevoli e nel 1921-1922 disputò la Prima Divisione, massimo livello dell'epoca. Nell'estate 1922 si fuse con l'Unione Sportiva Messinese a cui si aggiunse il 28 novembre 1922 la sezione calcistica del Messina Sporting Club dando vita al nuovo Messina Football Club.
La società nasce ancora una volta nel giugno 1923. L'attività è locale fino al 1926, anno in cui prende parte alla Seconda Divisione, che disputa anche nel 1927-1928.
L'Umberto I scompare definitivamente nell'autunno del 1928.